# نبيل شبيب
نبيل شبيب (1947 -) هو صحفي وكاتب ومفكر سوري - ألماني.

## حياته ونشاته
ولد في عكا عام 1947. النشأة الأولى في سوريا، وأصل الأسرة منها. غادرها إلى ألمانيا في عام 1965 ويحمل الجنسية الألمانية منذ عام 1998.
درس العلوم السياسية والقانون الدولي، وقبيل الحصول على الماجستير منعت ظروف خاصّة من المتابعة، وانخرط في العمل الإسلامي في الغرب عبر المحاضرات والندوات والنشاطات الثقافية لفترة طويلة، ومارس العمل الإعلامي الصحفي والإذاعي منذ عام 1968م.

## مسيرته
صدرت له عدة كتب عن قضية فلسطين، يعمل في الإعلام الصحفي والإذاعي منذ عام 1968، وله عدد كبير من المقالات والدراسات في صحف يومية، ومجلات عامة وتخصصية، ومواقع إعلامية شبكية، مثل الجزيرة نت وإسلام أون لاين. وكان حتى عام 2004 محررا بالقسم العربي في إذاعة صوت ألمانيا في بون.
شارك في إدارة تحرير مجلة «الرائد» الإسلامية ثم حمل مسؤولية إدارة تحريرها لمدة سبعة عشر عاما، وكانت قد بدأت بالصدور في ألمانيا عام 1971م وعلاوة على المشاركة المكثّفة في تحريرها، نُشر له عدد كبير من المقالات والدراسات والقصائد، مارس الكتابة في صحف يومية كان منها الخليج والاتحاد في الإمارات، والشرق في قطر، والمدينة في السعودية، والحياة اللندنية، ومجلات عديدة، كالمجتمع الكويتية والشروق والإصلاح في الإمارات، وحولية (أمّتي في العالم) للبحوث والدراسات في القاهرة، والتقرير الارتيادي السنوي لمجلة البيان، وغيرهما، بالإضافة إلى الكتابة في المواقع الشبكية.
كانت له مشاركات في عدد من الندوات التلفازية في فضائيتي اقرأ والشارقة وسواهما، وفي بعض المؤتمرات الثقافية، كالجنادرية في السعودية، والمؤتمر الشعبي الإسلامي في السودان، واحتفالات العام الأوّل للثورة الإسلامية في إيران، وعدد كبير من المؤتمرات الإسلامية في معظم البلدان الغربية.

## مؤلفاته[6]
صدر له منذ أواسط السبعينات الميلادية عدد من الكتب، منها:
- الحق والباطل في قضية فلسطين. [7]
- تقييم مقرّرات كامب ديفيد.
- تقويم «معاهدة السلام المصرية الإسرائيلية» .
- حقيقة التفوّق الإسرائيلي .
- قضية فلسطين.. الواقع القائم وإرادة التغيير .
- ملحمة الشهيد (شعر).

- البوسنة و الهرسك.[8]